# Каслбар
Каслбар (енгл. Castlebar, ир. Caisleán an Bharraigh) је град у Републици Ирској, у северозападном делу државе. Град је у саставу округа округа Мејо, где представља главни град и највеће средиште.

## Географија
Град Каслбар се налази у северозападном делу ирског острва и Републике Ирске и припада покрајини Конот. Град је удаљен 240 километара западно од Даблина. 
Каслбар је смештен у равничарском подручју северозападне Ирске. Око града има више мањих језера, од којих ј најпознатије Ланах. Надморска висина средишњег дела града је око 40 метара.
Клима: Клима у Каслбару је умерено континентална са изразитим утицајем Атлантика и Голфске струје. Стога град одликује блага и веома променљива клима.

## Историја
Подручје Каслбара било је насељено већ у време праисторије. Дато подручје је освојено од стране енглеских Нормана у крајем 12. века. Већ 1235. г. Нормани на месту данашњег града граде тврђаву, претечу насеља.
1613. године Каслбар је добио градска права. 1798. године град је био средиште побуне ирског народа, која је убрзо угушена. Међутим, најгоре разодбље дошло је касније. Средином 19. века десио се прави суноврат привреде града у време ирске глади.
Каслбар је од 1921. године у саставу Републике Ирске. Опоравак града започео је тек последњих деценија, када је Каслбар поново забележио нагли развој и раст.

## Становништво
Према последњим проценама из 2011. године. Каслбар је имао око 10 хиљада становника у граду и око 15 хиљада у широј градској зони. Последњих година број становника у граду се нагло повећава.

## Привреда
Каслбар је био традиционално трговиште, а овај обичај је задржан и дан-данас. Последњих деценија градска привреда се махом заснива на пословању, трговини, услугама и развоју хај-тек индустрије.

## Галерија
- Градска саборна црква
- Главна трговачка улица
- Дом културе у Каслбару
- Градски музеј

## Партнерски градови
- Анкона
- Оре
- Хехштат ан дер Ајш
- Ballymena